# Reiserkogel
Der Reiserkogel ist ein 3082 m ü. A. hoher Berg des Geigenkamms, eines Gebirgszuges der Ötztaler Alpen. Er ist einer der schroffsten und schwierigsten Berge des Kammes und liegt südlich des häufiger bestiegenen Luibiskogels. Seine steilen Flanken werden von unzähligen Türmen und Auswüchsen geschmückt, die dem Berg ein gleichzeitig beeindruckendes, aber auch abweisendes und gefährliches Aussehen geben. Aufgrund seiner Gefahren wird er sehr selten bestiegen und schon beim Aufstieg auf dem Normalweg besteht höchste Steinschlaggefahr. Wegen des turmbewehrten Nordwestgrates ist der Berg im Volksmund auch unter dem Namen Fünffingerspitze bekannt. Der Berg ist weit auffälliger als der neben ihm stehende Luibiskogel. Nördlich von ihm liegt das häufig begangene Luibisjoch.

## Routen
Der Normalweg (UIAA II), der auch der Weg der Erstersteiger ist, kann alternativ vom Pitztal oder dem Ötztal erreicht werden. Von Piösmes im Pitztal geht es zunächst zur Luibisalm und den Luibisböden. Dem markierten Steig in Richtung Luibisjoch folgen, bis man die Geröllhänge direkt westlich des hochaufragenden Reiserkogels erreicht. Nun nach Südosten über eine breite Schuttgasse zur Reiserscharte südwestlich des Berges. Aus dem Ötztal oder von der Hauerseehütte über den Hauerferner zum Luibisjoch. Westlich absteigend erreicht man die Geröllhänge westlich des Berges. Nun nach Südosten ebenfalls auf die Reiserscharte.
Von der Reiserscharte erreicht man nur wenige Meter absteigend ein schmales Grasband. Auf ihm nach Norden an einem Abfall entlang und über eine kleine Felsstufe zu den Geröllhängen südlich des Berges. Am Rand der Gratfelsen über Schutt aufwärts zum oberen Rande eines Felssporns. Dort Querung nach Osten hinüber zum Eingang eines schluchtartigen Couloirs, das im unteren Teile steil und rippig ist. Blankgescheuerte Felsstellen der Rinne überwindet man meist über kaminartige Vertiefungen rechts. Um der akuten Gefahr von Steinschlag zu entgehen, sollte der Rinnenaufstieg schnell vollzogen werden. Weiter empor bis sich das Couloir aufweitet und an seinem rechten Rande, ebenfalls von Steinschlag bedroht, hinauf zu einer Kanzel unter den oberen Plattenhängen. Nun mittels schmaler Risse über eine steile, grüngefärbte Plattenflucht in Richtung des steilen Gipfelturms hinauf, wobei man einige Male in einen Nachbarriss wechseln muss. Man erreicht ein kleines Plateau unter der Gipfelkrone. Auf einem abschüssigen Geröllband unter dem Gipfelturm hindurch, bis das Band über steileren Fels in Richtung Grat hinaufzieht. Dem Band aufwärts folgen bis unter die schroff aufragenden Gratfelsen. Über plattigen Fels steil empor zum Grat und über den Zackengrat kurz zur schmalen Gipfelkrone.
Ein alternativer, aber sehr schwieriger Anstieg, führt über den Nordwestgrat (UIAA IV). Dabei quert man vom Luibisjoch unter den ersten beiden Türmen hindurch und erreicht den Zackengrat über eine Schuttgasse. Nun sehr schwierig über den turmbewehrten Grat zum Gipfel.

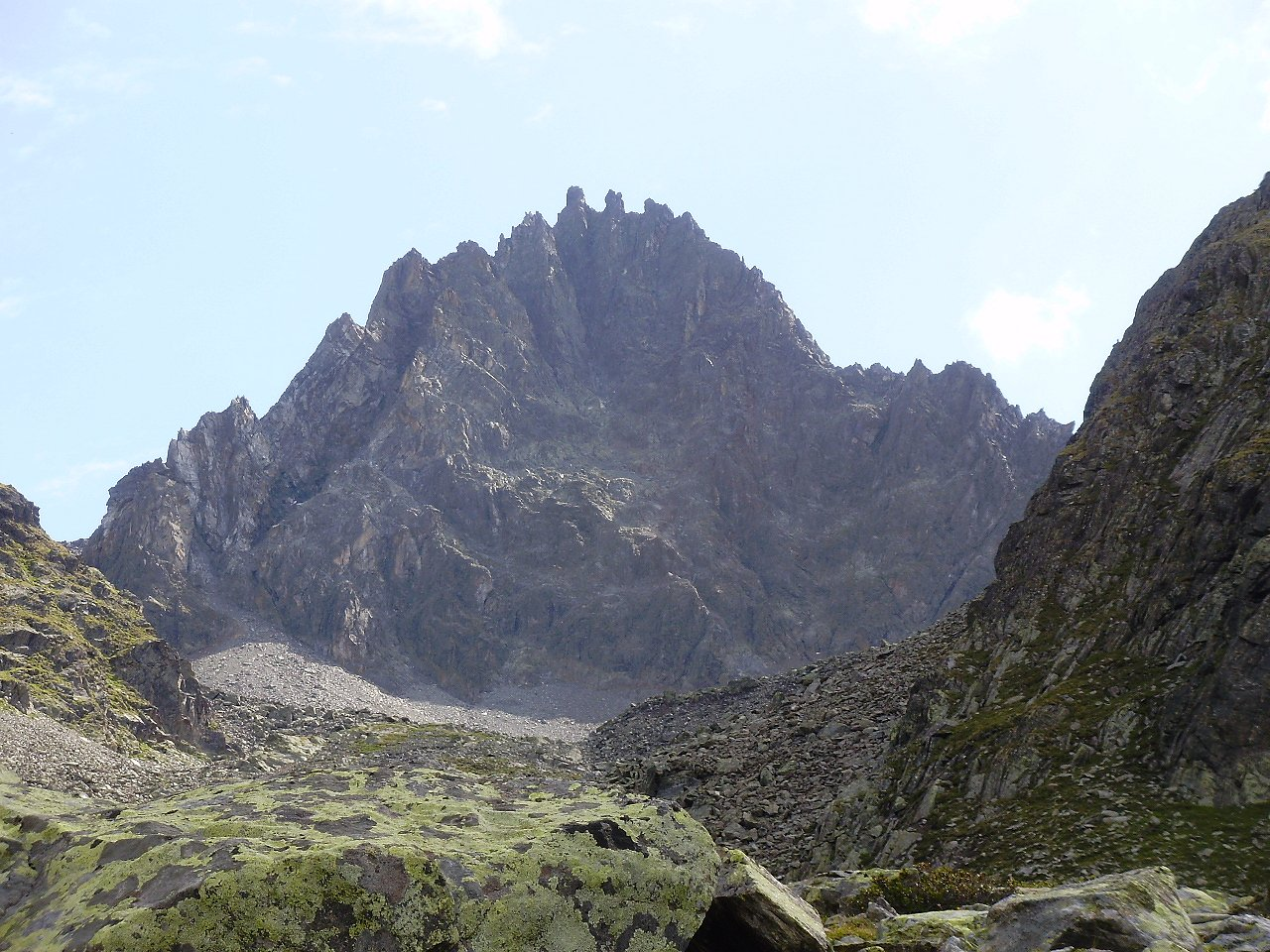
Westwand des Reiserkogels
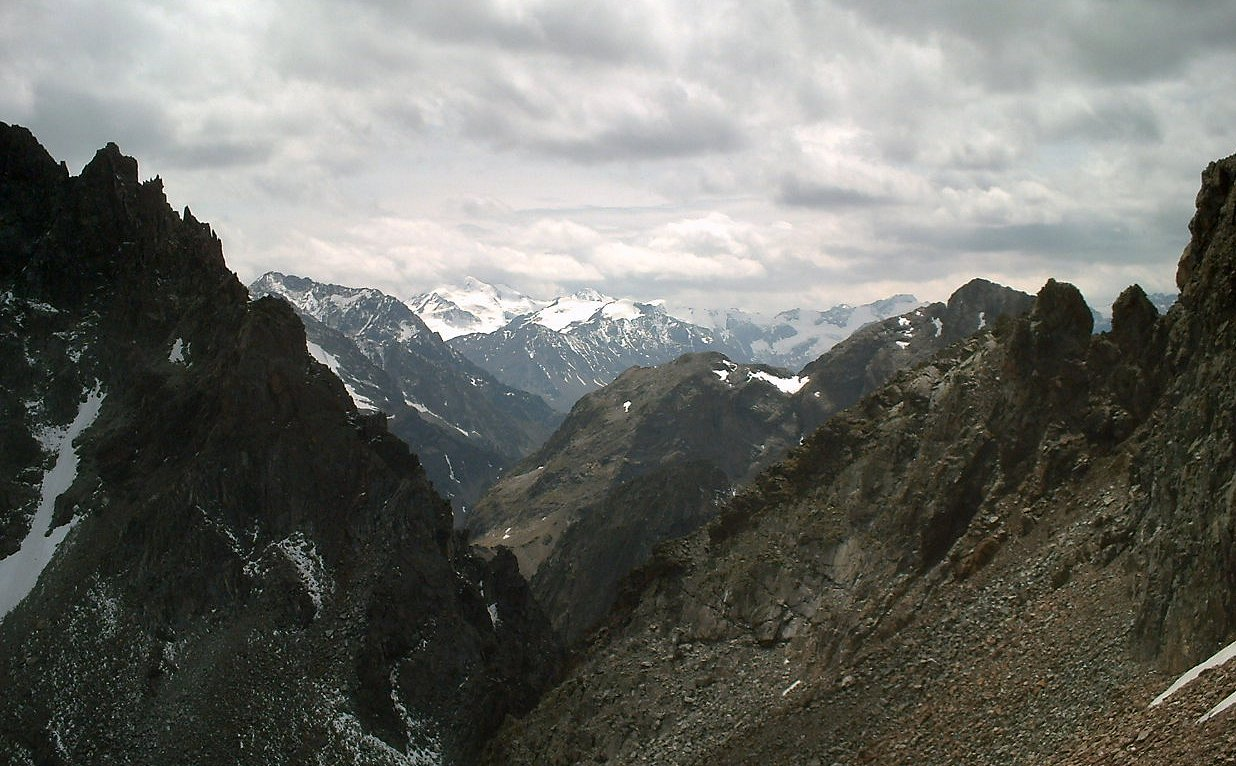
Der turmreiche NW-Grat
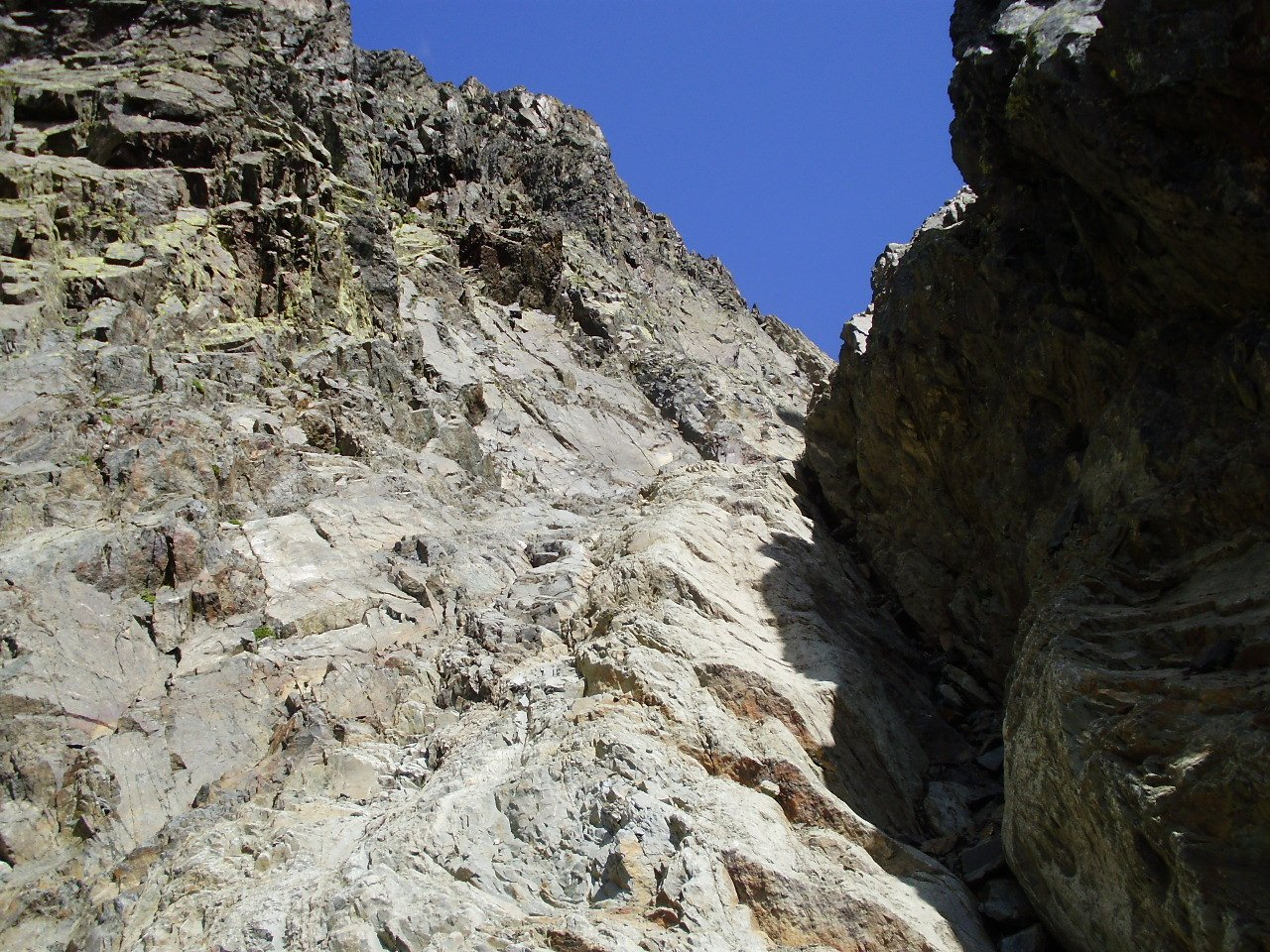
Im Südcouloir
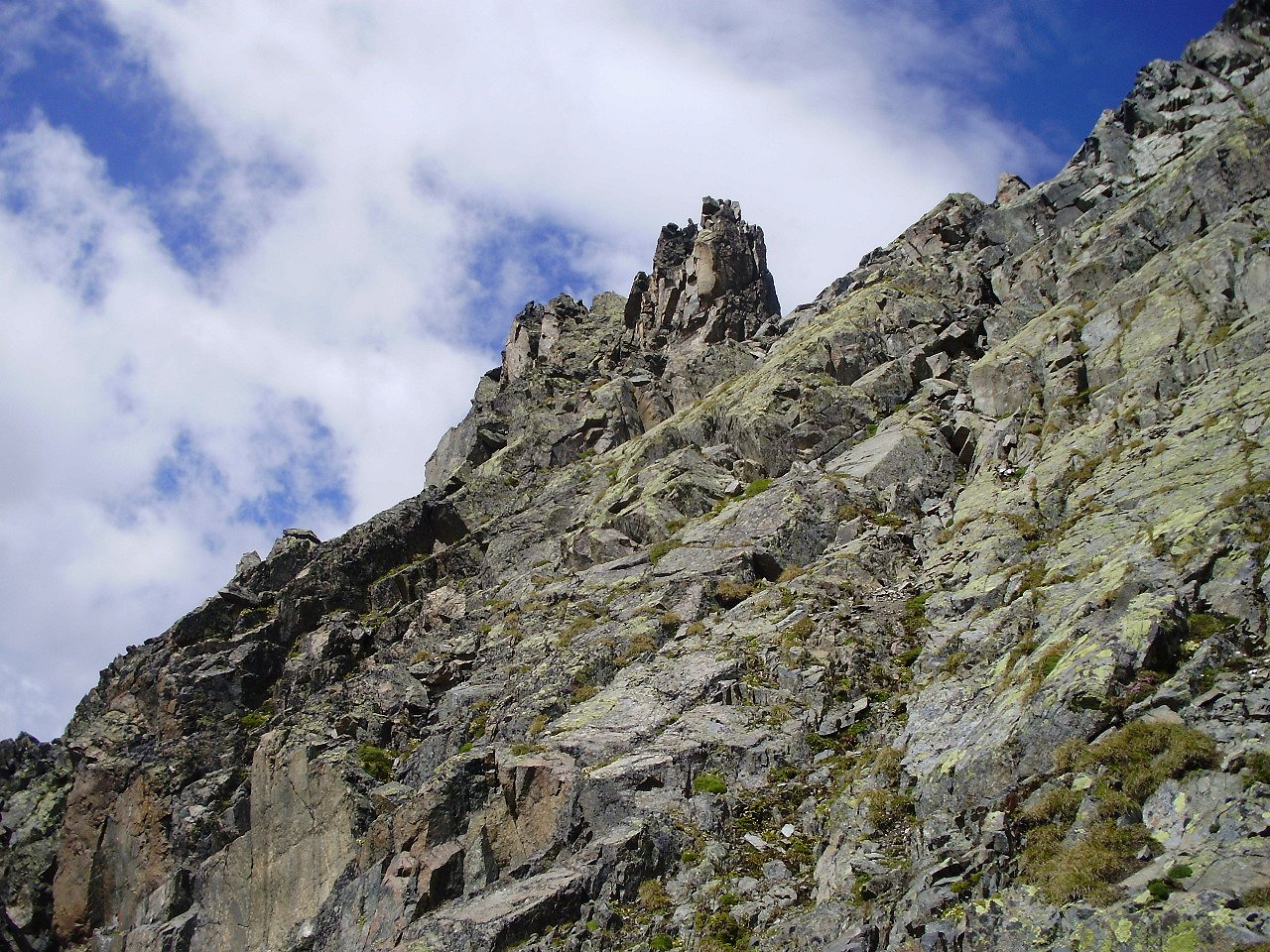
Plattenflucht, darüber Gipfelturm
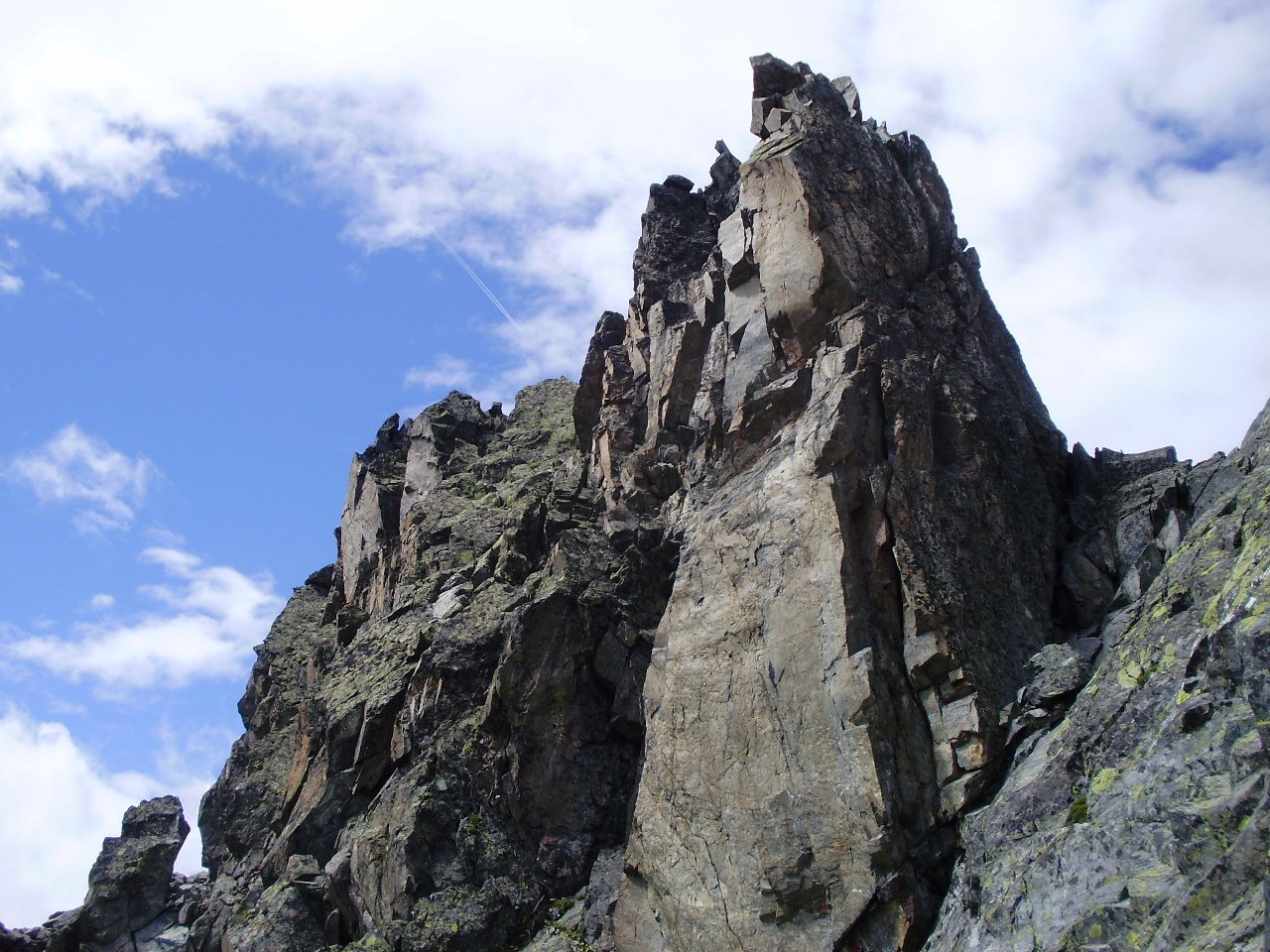
Die Gipfelkrone
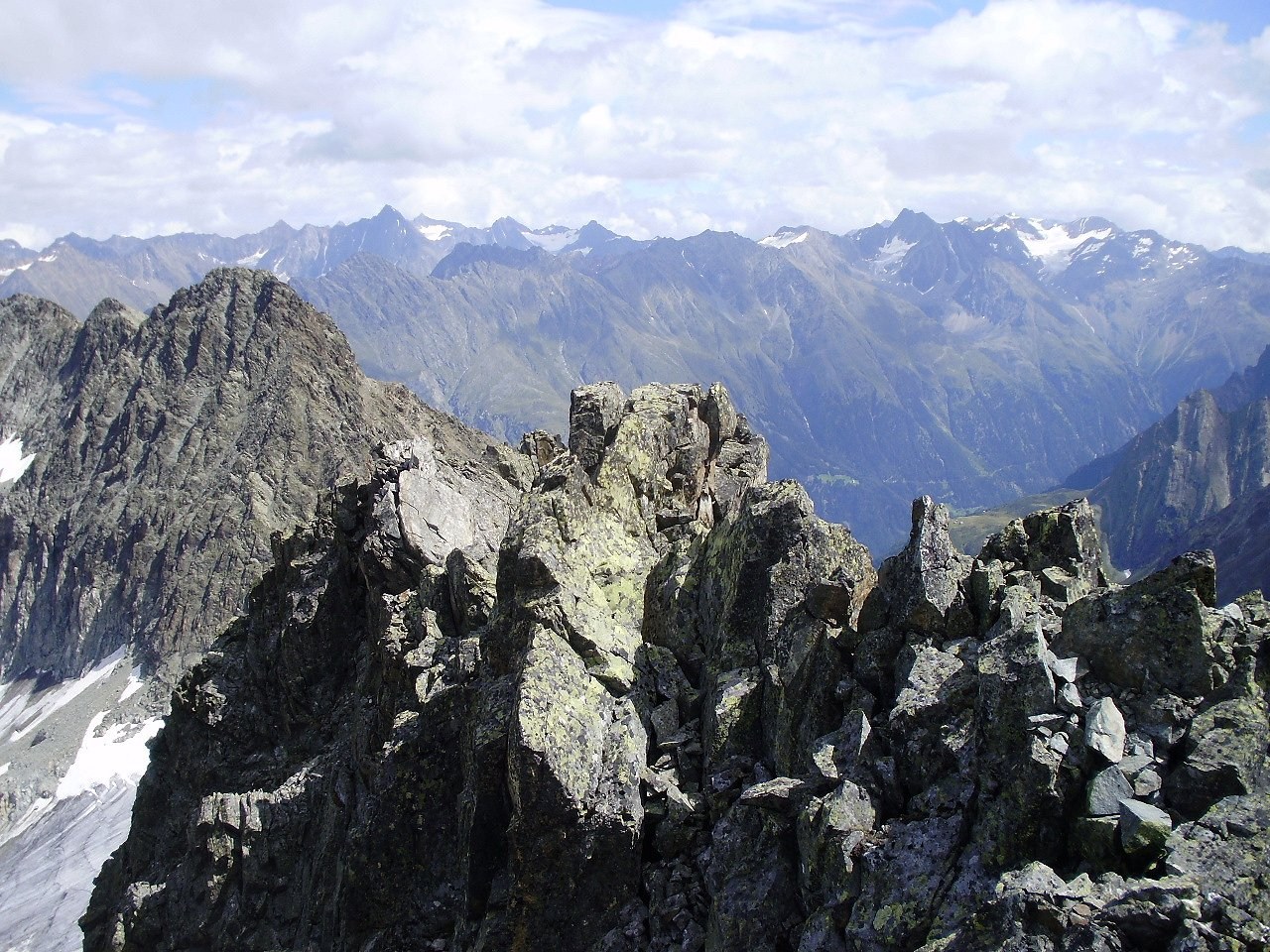
Auf dem Gipfel